# Pachycondyla cavernosa
Pachycondyla cavernosa är en myrart som först beskrevs av Julius Roger 1860.  Pachycondyla cavernosa ingår i släktet Pachycondyla och familjen myror.

## Underarter
Arten delas in i följande underarter:
- P. c. cavernosa
- P. c. montivaga

## Bildgalleri

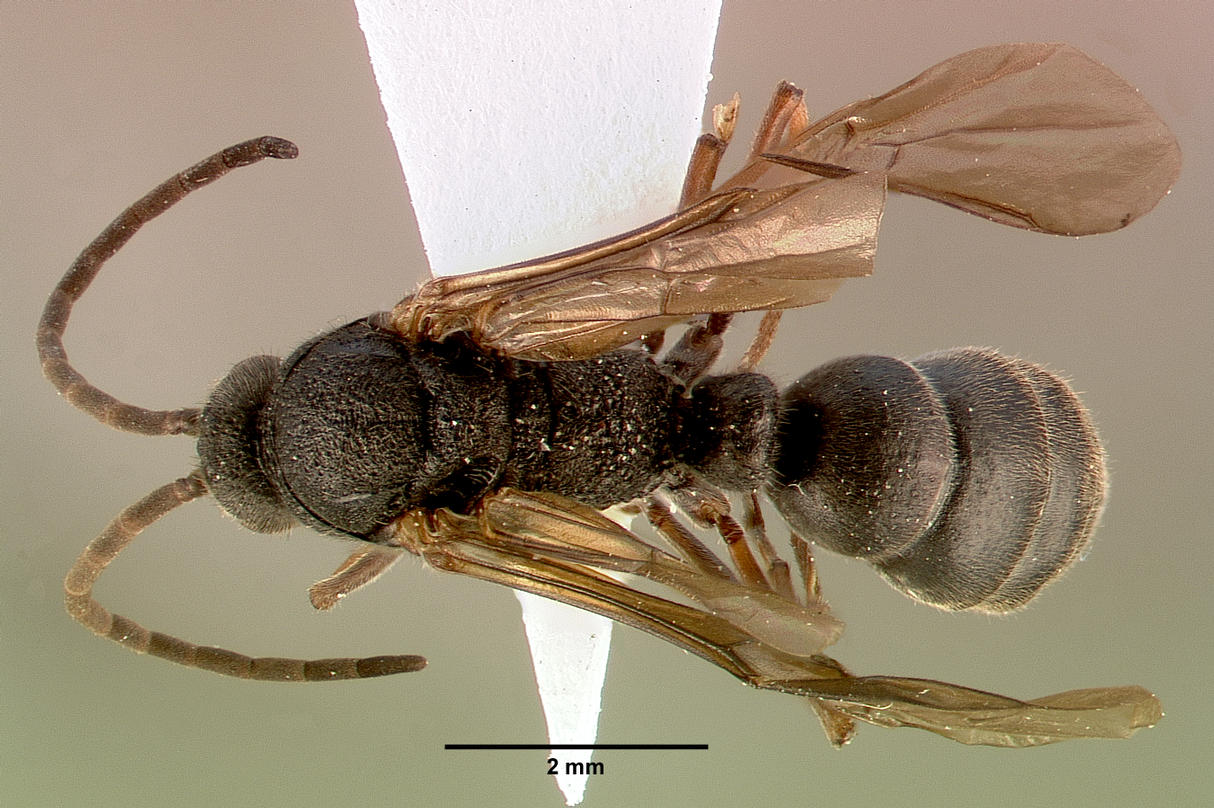
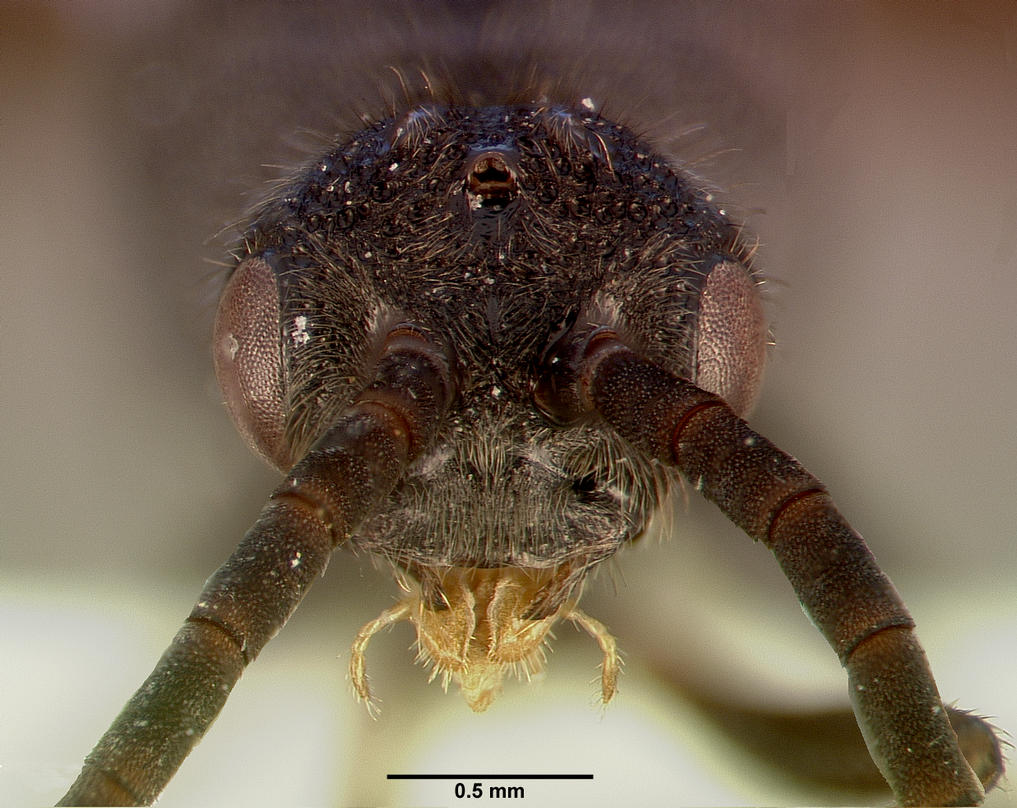
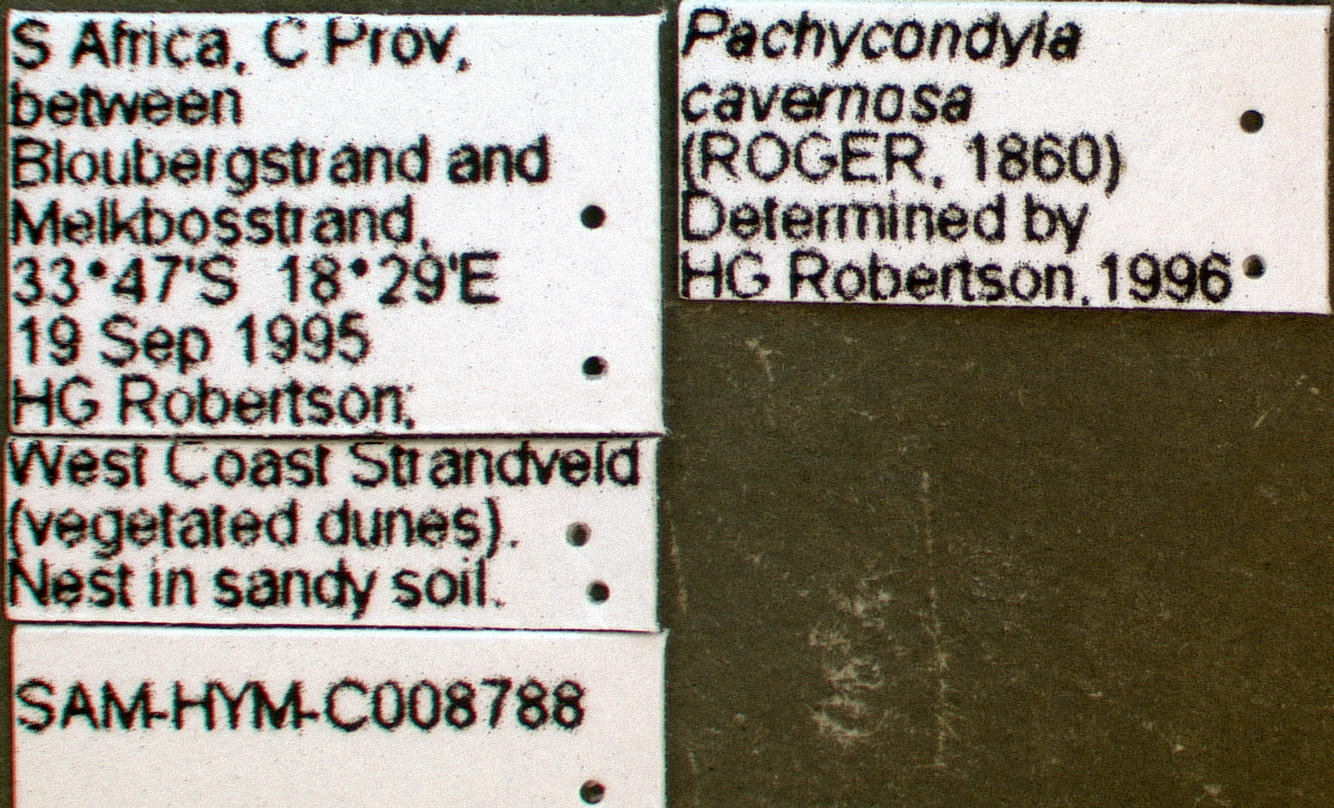
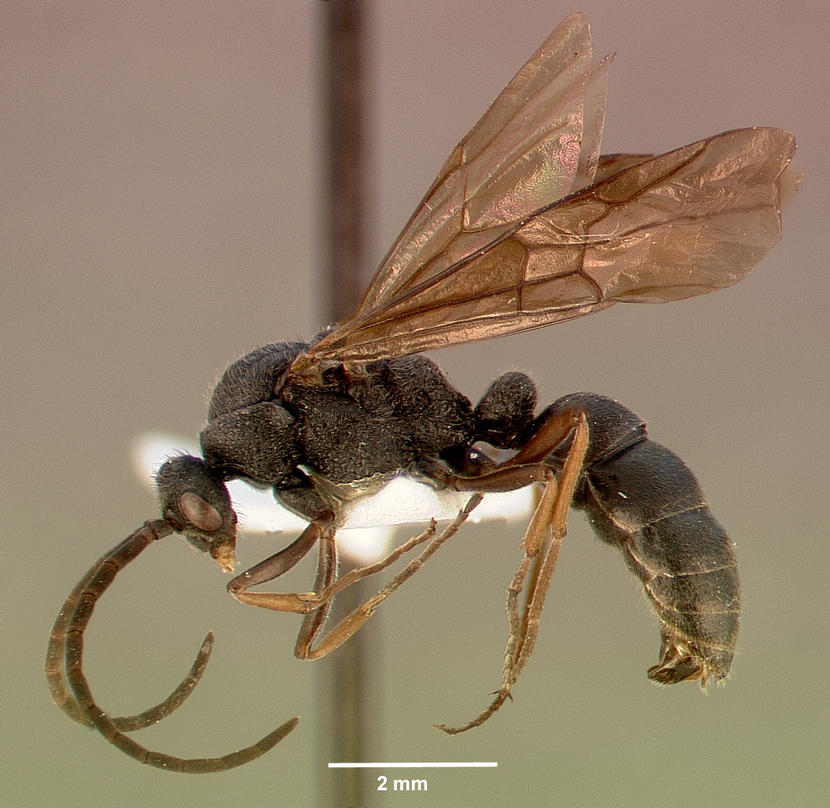
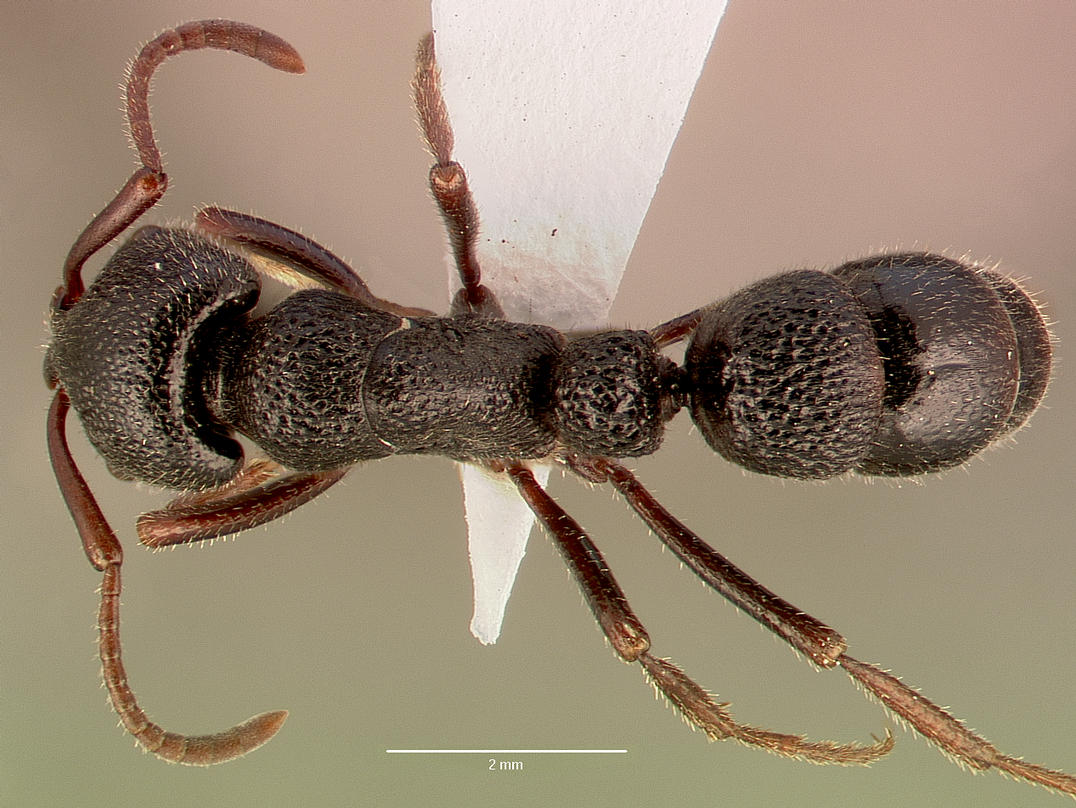
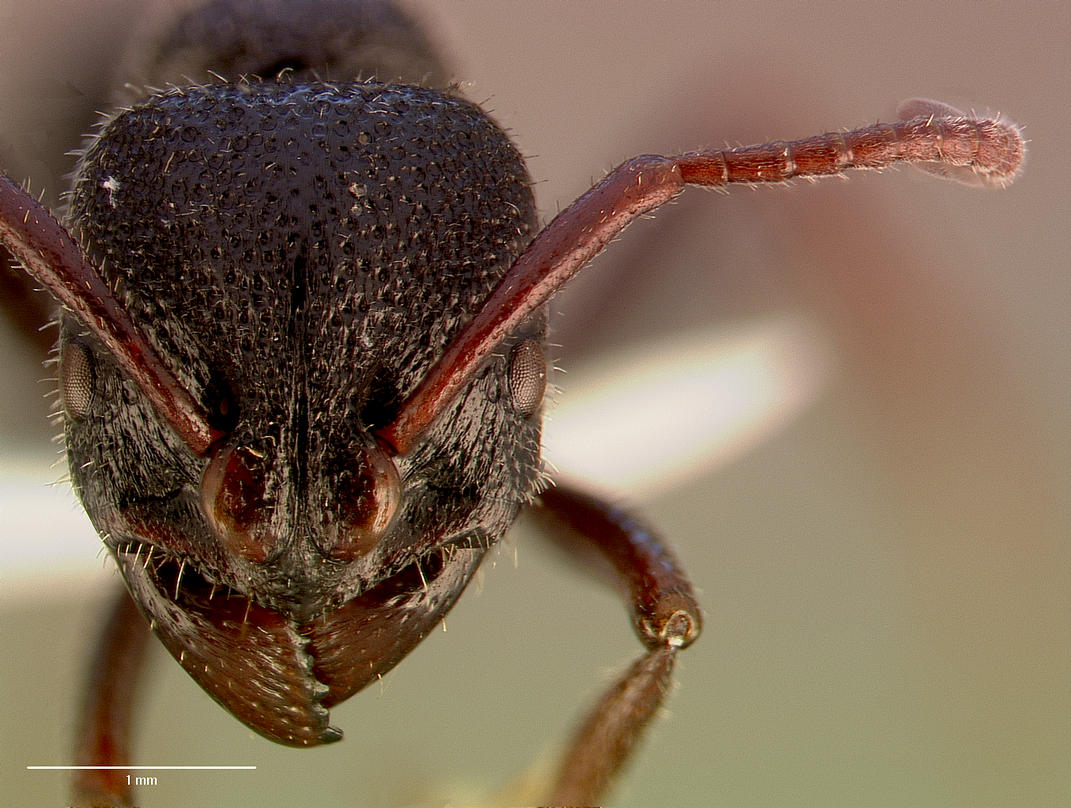